# Giovanna II của Napoli
Giovanna II của Napoli (25 tháng 6 năm 1371 – 2 tháng 2 năm 1435) là Nữ vương Napoli từ năm 1414 cho đến khi bà qua đời vào năm 1435. CTrên danh nghĩa, Giovanna II cũng xưng là Nữ vương Jerusalem, Sicilia và Hungary.